# Syllimnophora
Syllimnophora este un gen de muște din familia Muscidae.

## Specii[1]
- Syllimnophora aliena
- Syllimnophora altaneira
- Syllimnophora angustifrons
- Syllimnophora atra
- Syllimnophora atrovittata
- Syllimnophora auriflua
- Syllimnophora barbitarsis
- Syllimnophora breviseta
- Syllimnophora browni
- Syllimnophora candidfrons
- Syllimnophora clavitibia
- Syllimnophora compressifrons
- Syllimnophora compressitarsis
- Syllimnophora deleta
- Syllimnophora dubitalis
- Syllimnophora femorata
- Syllimnophora flavipalpis
- Syllimnophora gracilitarsis
- Syllimnophora graciltarsis
- Syllimnophora inconspicua
- Syllimnophora integra
- Syllimnophora latifrons
- Syllimnophora latimana
- Syllimnophora latimanoides
- Syllimnophora nigrargentata
- Syllimnophora nigriventris
- Syllimnophora paranaensis
- Syllimnophora pauciseta
- Syllimnophora pura
- Syllimnophora setitibia
- Syllimnophora spinuligera
- Syllimnophora steini
- Syllimnophora suavis
- Syllimnophora tenuipennis
- Syllimnophora variceps
- Syllimnophora vitiventris